# علی تبریزی
علی تبریزی فیلم‌بردار اهل ایران است.

## فیلمبردار
- خیابان‌های آرام (۱۳۸۹)

## مدیر فیلمبرداری
- چرا گریه نمی‌کنی؟ (۱۴۰۱)
- بی‌حسی موضعی (۱۳۹۷)
- سرکوب(۱۳۹۸)
- رضا (۱۳۹۶)
- خرگیوش (۱۳۹۵)
- خوب بد جلف (۱۳۹۴)
- طعم شیرین خیال (۱۳۹۳)
- موقت (۱۳۹۳)
- طبقه هساث (۱۳۹۲)
- سیزده (۱۳۹۱)
- آفریقا (۱۳۸۹)
- دونده زمین (۱۳۸۹)
- دم سرد
- داستان دست انداز
- مارموز

## عکاس
- پرسه در مه (۱۳۸۸)
- کتاب قانون (۱۳۸۷)
- آواز گنجشک‌ها (۱۳۸۶)
- پاداش سکوت (۱۳۸۵)
- قفل‌ساز (۱۳۸۵)

## فیلمبردار پشت صحنه
- یک تکه نان (۱۳۸۳)
- مارمولک (۱۳۸۲)